# Angriff auf den Bahnhof von Kramatorsk

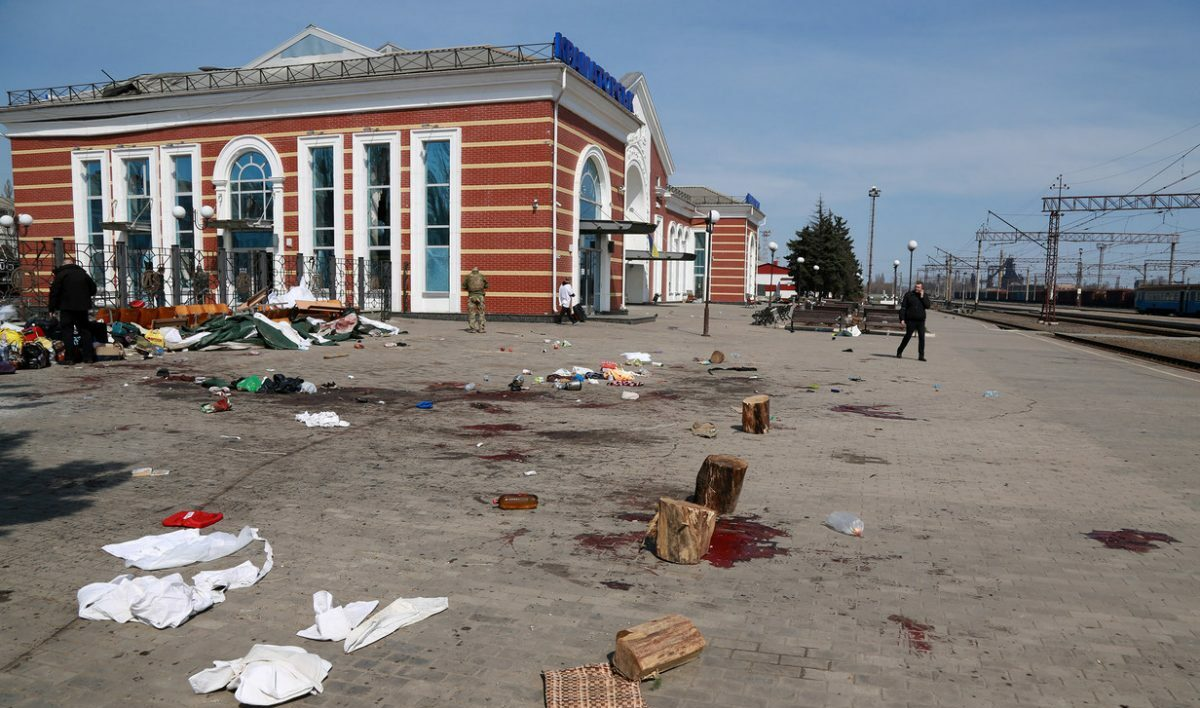
Bahnhofsvorplatz nach dem Angriff

Der Angriff auf den Bahnhof von Kramatorsk (Краматорськ) fand am Morgen des 8. April 2022 im Rahmen der russischen Invasion in der Ukraine statt. Einer Untersuchung von Human Rights Watch (HRW) zufolge war es ein Angriff durch russische Truppen und wird von HRW als mutmaßliches Kriegsverbrechen bewertet. Der Vorfall ist Teil einer Reihe möglicher Kriegsverbrechen Russlands in der Ukraine.

## Geografische Lage
Der Bahnhof ist der zentrale Bahnhof der Stadt Kramatorsk im Oblast Donezk in der Ukraine. Er liegt an der Bahnstrecke Losowa–Debalzewe, etwa 643 Streckenkilometer von Kiew in südöstlicher Richtung entfernt.

## Hintergrund
Als Teil der russischen Invasion, die am 24. Februar 2022 begann, führten russische Streitkräfte, die mit den selbsternannten Volksrepubliken Donezk und Lugansk verbündet sind, eine Offensive an, die darauf abzielte, die von der Ukraine kontrollierten Teile der Oblaste Donezk und Luhansk zu erobern. Die in Slowjansk und Kramatorsk stationierten Soldaten der ukrainischen Streitkräfte spielten eine Schlüsselrolle beim Widerstand gegen die russische Offensive.
In der Nacht des 7. April warnte der pro-russische Telegramkanal ‚ZАПИСКИ VЕТЕРАНА‘ („Veteranennotizen“) die Zivilbevölkerung davor, die Eisenbahn aus Slowjansk und Kramatorsk zu benutzen.

## Hergang

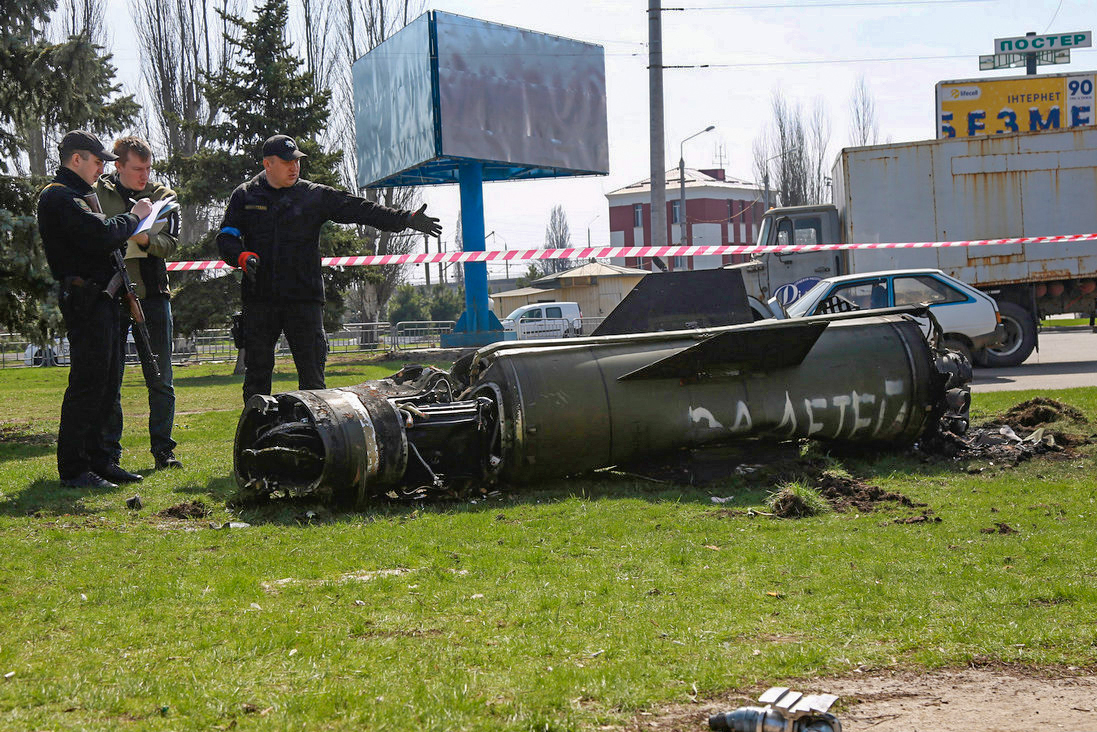
Raketentrümmer mit der russischen Aufschrift: ‚за детей‘ („für die Kinder“)

Der Bahnhof wurde gegen 10:30 Uhr Ortszeit (UTC+3) von mehreren russischen 9K79-1 Totschka-U-Raketen getroffen. Ersten Vermutungen zufolge wurde angenommen, dass die Raketen mit 9N123F-Splittergefechtsköpfen ausgerüstet waren, die in der Luft, oberhalb ihrer Zielgebiete explodieren. Späteren Untersuchungen, bei denen Human Rights Watch die Raketentrümmer, Splitter und die Verletzungen der Opfer untersuchte, kamen zum Schluss, dass 9M79-Raketen mit 9N123K-Gefechtsköpfen für 9N24-Streumunition zum Einsatz kamen.
Nach Angaben der ukrainischen Regierung befanden sich zum Zeitpunkt des Angriffs mindestens 1000, möglicherweise 4000 Menschen, hauptsächlich Frauen und Kinder, auf dem Bahnhof. Sie warteten auf ihre Evakuierung aus dem stark belagerten Gebiet. Ein Mitarbeiter der gemeinnützigen Nichtregierungsorganisation World Central Kitchen, der zum Zeitpunkt des Angriffs auf der Station war, sagte, er habe fünf bis zehn Explosionen gehört. Eine der Raketen, die zwischen den Trümmern in der Nähe des Bahnhofs lag, trug die weißgetünchten kyrillischen Buchstaben ‚за детей‘, was auf Russisch „(Vergeltung) für die Kinder“ bedeutet.

## Opfer
Kurz nach dem Angriff wurden mehr als 50 Tote gemeldet. Am 10. April gab Pawlo Kyrylenko, der Gouverneur von Donezk, bekannt, dass die Zahl der Todesopfer auf 57 gestiegen sei. Mindestens 109 seien verletzt worden.

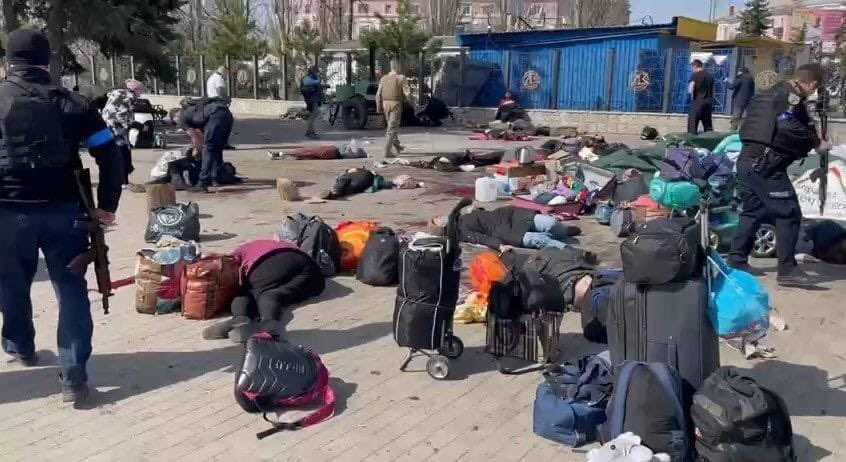
Bildaufnahme direkt nach dem russischen Angriff
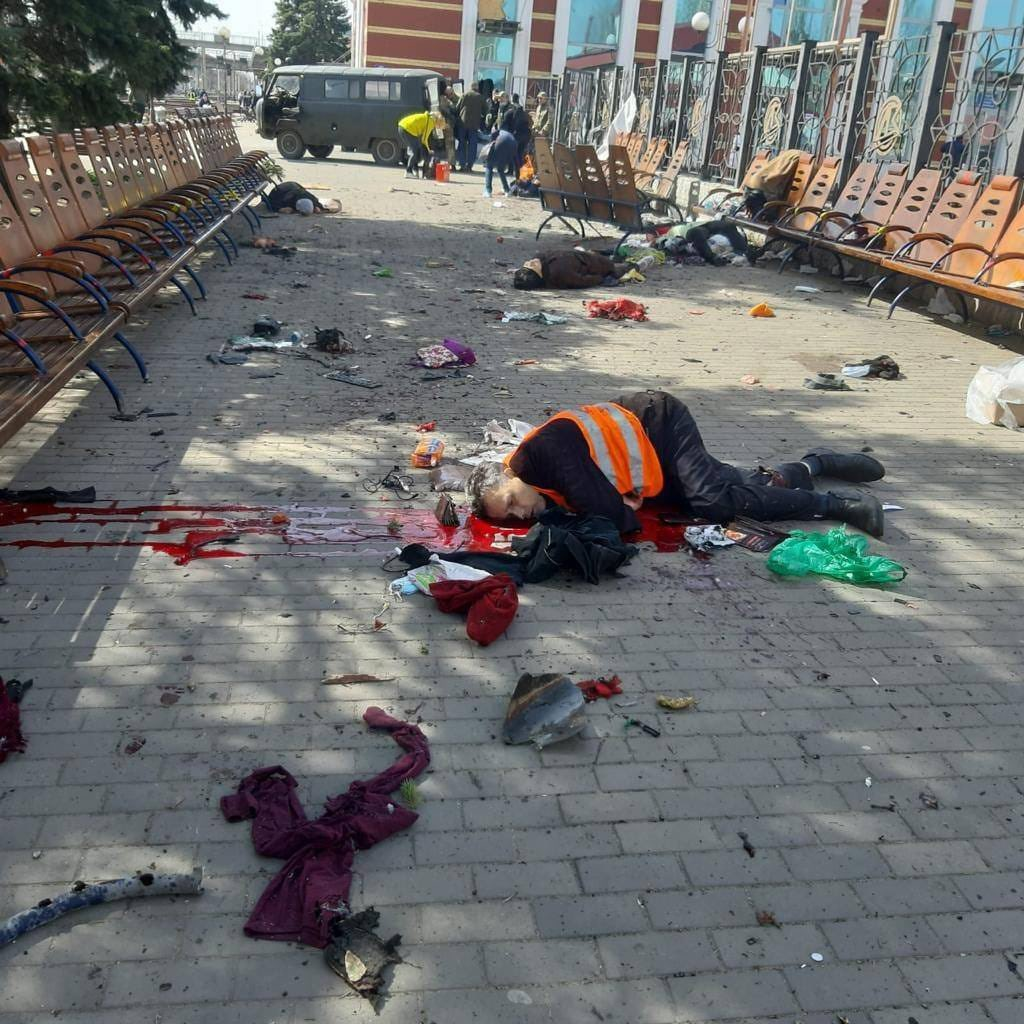
Beim Angriff ums Leben gekommene Zivilisten
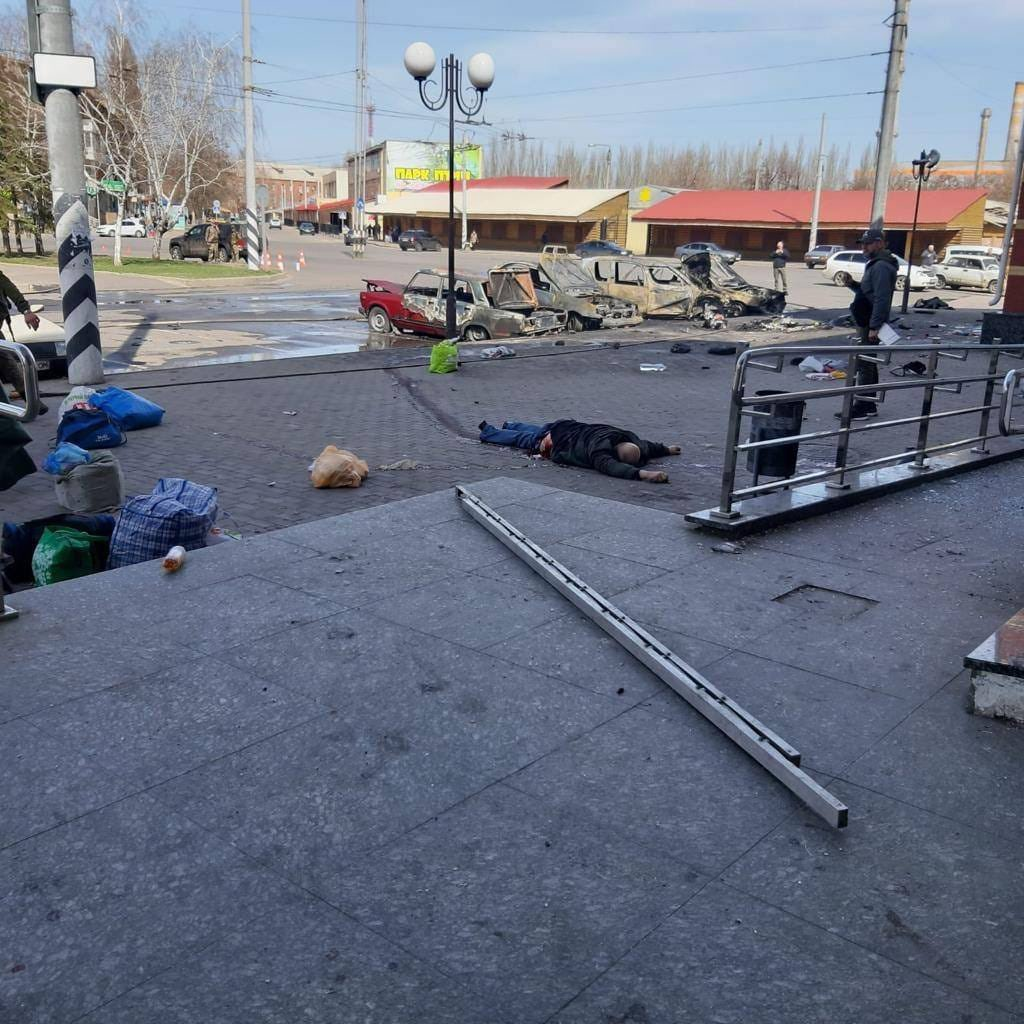
Beim Angriff ums Leben gekommene Zivilisten
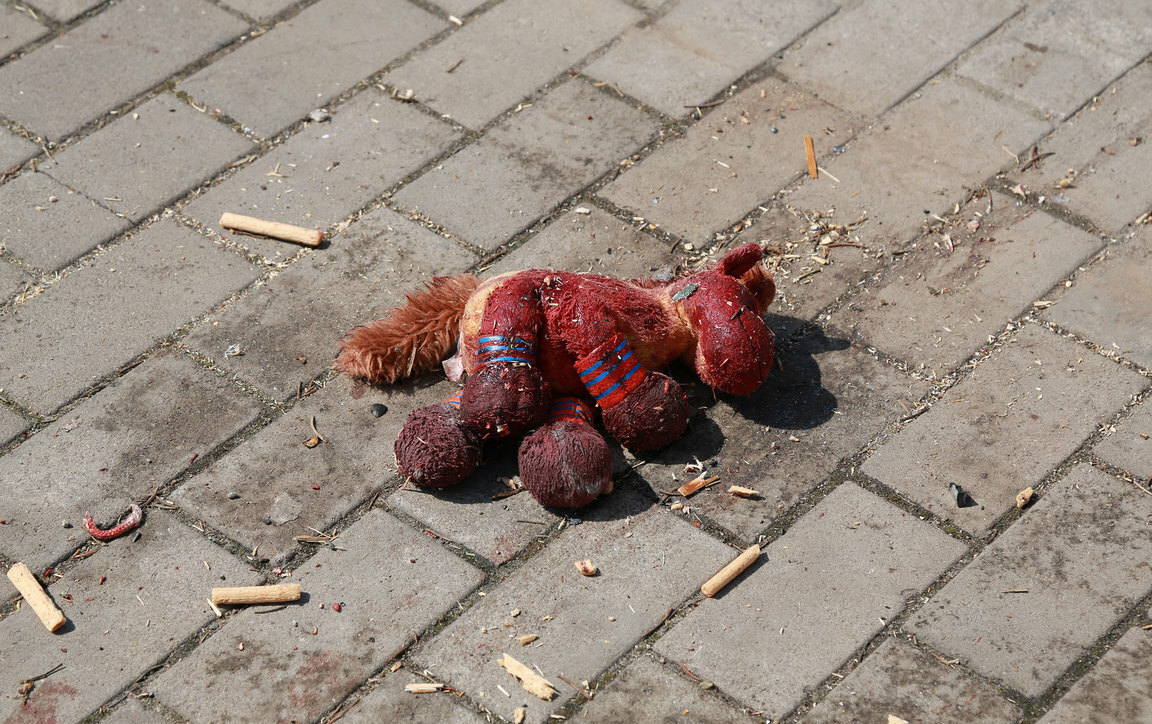
Ein nach dem Angriff aufgefundenes Kuscheltier

## Reaktionen
Der ukrainische Präsident Wolodymyr Selenskyj nannte Russland als Reaktion auf den Angriff „das grenzenlose Böse“. Der Angriff wurde unter anderem auch von EU-Präsidentin Ursula von der Leyen und dem UN-Generalsekretär Antonio Guterres scharf verurteilt. Jean-Yves Le Drian, der französische Außenminister, sprach von einem Verbrechen gegen die Menschlichkeit.
Der Kreml dementierte, diese Kurzstreckenraketen einzusetzen, und gab an, auch keine Kampfeinsätze in Kramatorsk durchgeführt bzw. geplant zu haben. Auch die russischen Separatisten dementieren, etwas mit dem Angriff zu tun gehabt zu haben, und gaben ukrainischen „Nationalisten“ die Schuld. Allerdings hatte das russische Verteidigungsministerium am Morgen gegen 10:10 Uhr (UTC+3), und somit kurz vor der Bombardierung des Bahnhofs in Kramatorsk, bekannt gegeben, die Bahnhöfe in Slowjansk, Pokrowsk und Barwinkowe mit „hochpräzisen luftgestützten Raketen“ angegriffen zu haben.
Die BBC warnte am 13. April 2022 vor einem gefälschten Video über den Angriff des Bahnhofs, in dem ihr Logo sichtbar eingeblendet und im „BBC-Stil“ produziert wurde. Das gefälschte Video soll belegen, dass der Beschuss vom ukrainischen Militär verübt wurde. Die BBC hat dieses Video nicht produziert. Es wurde im russischen Fernsehen gezeigt und in den sozialen Medien verbreitet, es stammt laut BBC wahrscheinlich von kremlfreundlichen Konten auf Telegram.

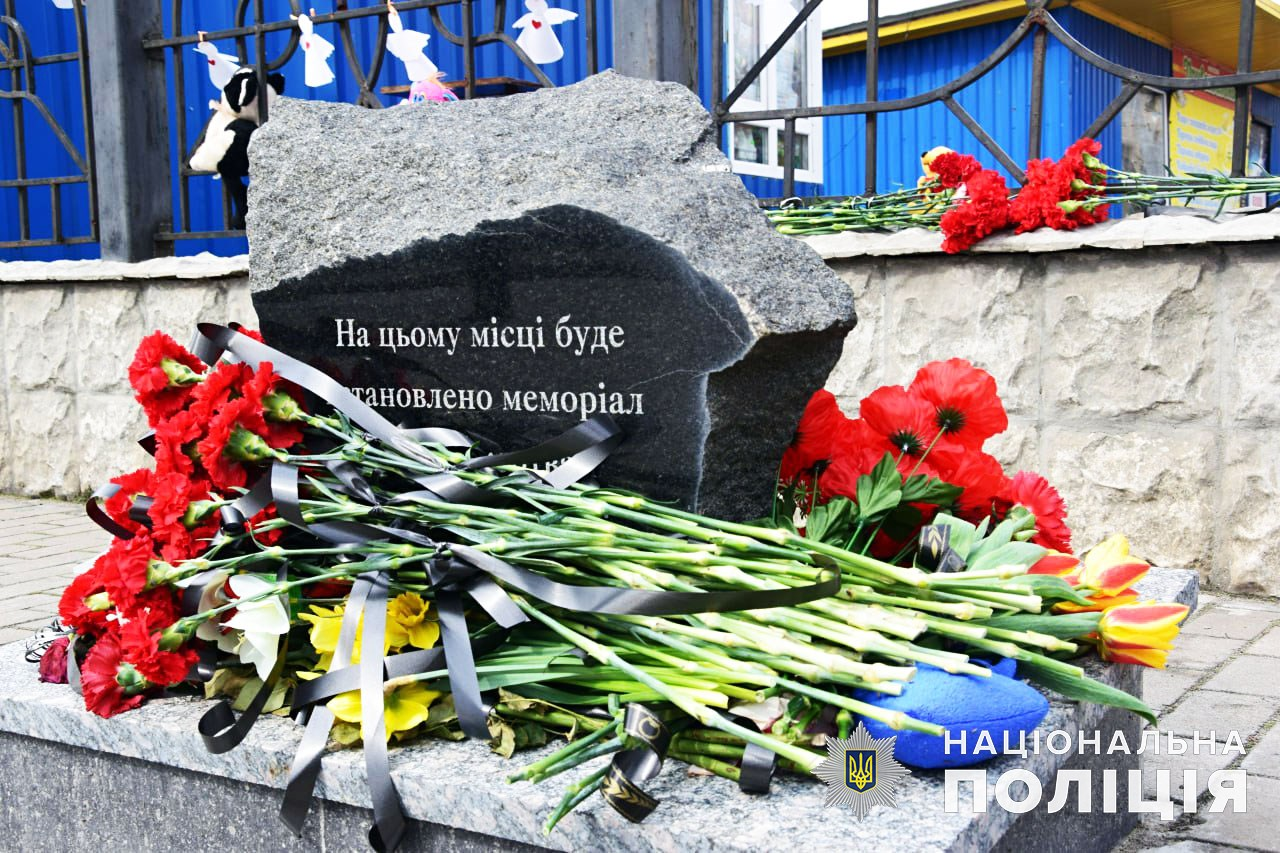
Gedenkstein für die Opfer des Angriffs auf dem Bahnhofsvorplatz
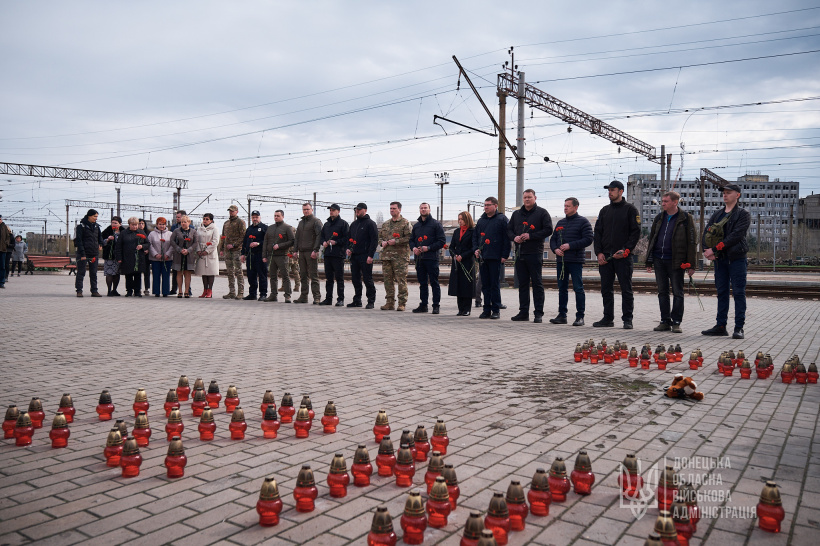
Gedenken den Opfern auf dem Bahnhofsvorplatz am ersten Jahrestag des Angriffs
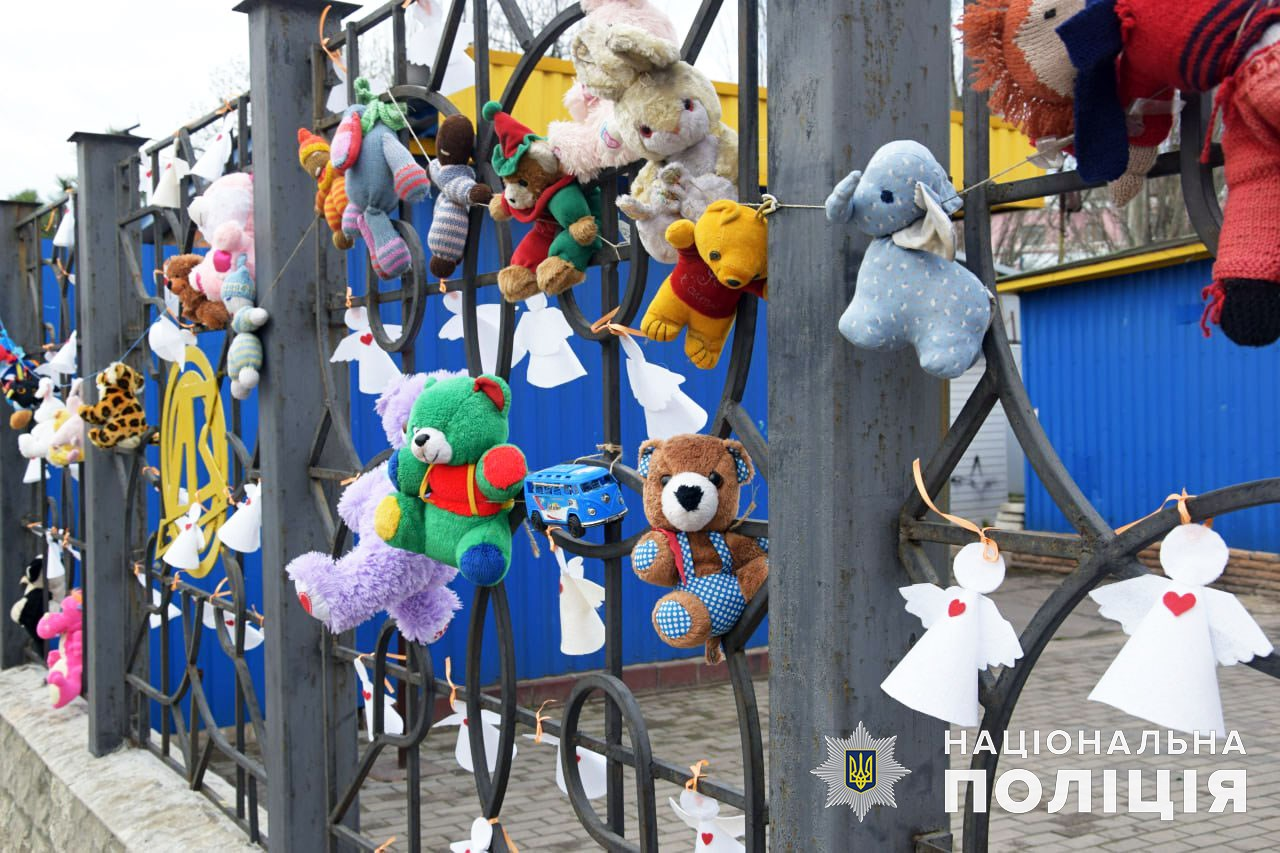
Kuscheltiere an einem Zaun am ersten Jahrestag des Angriffs